# The Red Mill
The Red Mill (bra: O Moinho Vermelho) é um filme de comédia mudo estadunidense de 1927 dirigido por Roscoe Arbuckle, King Vidor, George Hill, Eddie Mannix, com roteiro de Frances Marion baseado no na opereta homônima de Victor Herbert e Henry Martyn Blossom.

## Elenco
- Marion Davies - Tina
- Owen Moore - Dennis
- Louise Fazenda - Gretchen
- George Siegmann - Willem
- Karl Dane - Jacop Van Goop
- Russ Powell - Burgomaster
- Snitz Edwards - Caesar Rinkle